# Pass Marloffstein
Der Pass Marloffstein ist ein 390 m ü. NN hoher Hügel im Vorland der Fränkischen Alb zwischen den Gemeinden Langensendelbach und Spardorf. Die Passhöhe liegt auf dem Gebiet der Gemeinde Marloffstein.

## Lage und Umgebung
Neben dem weithin sichtbaren Wasserturm befinden sich auf der Passhöhe mehrere Flurdenkmale. Westlich der Passhöhe liegt die ehemalige Tongrube Marloffstein.
Eine Alternativstrecke des Jakobsweges zwischen Forchheim und Nürnberg führt über den Pass Marloffstein.

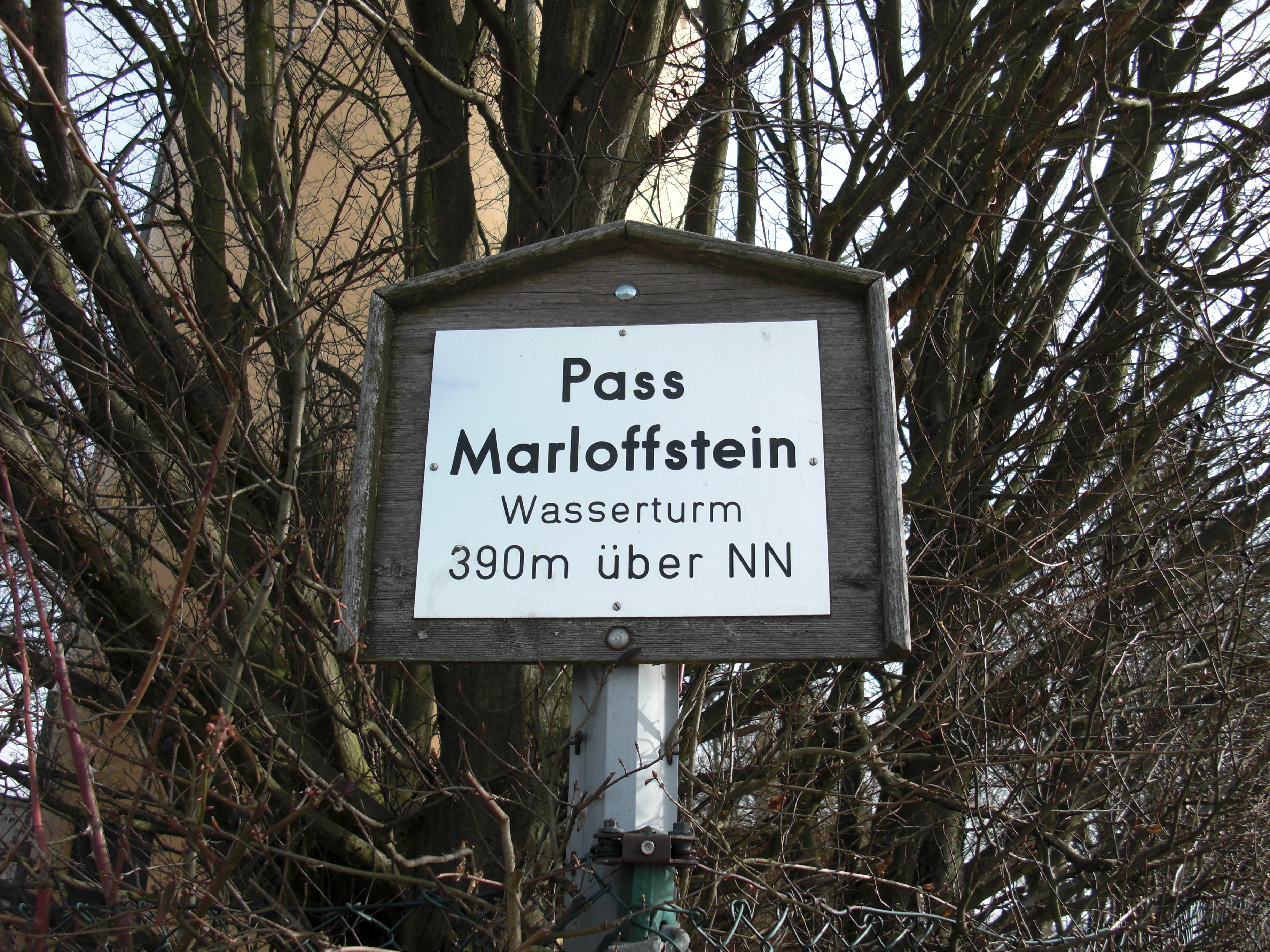
Hinweisschild auf der Passhöhe
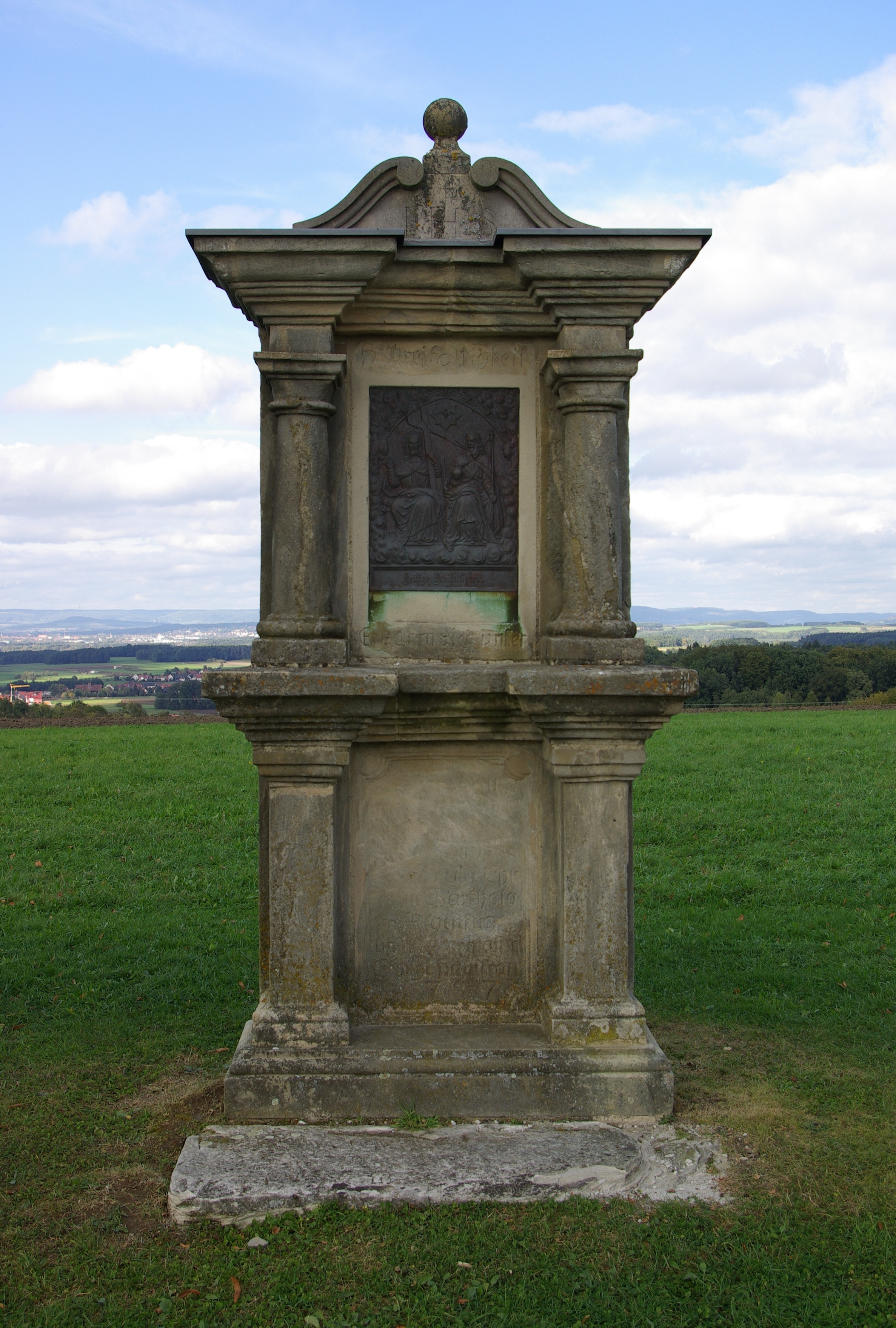
Bildstock aus dem Jahr 1787
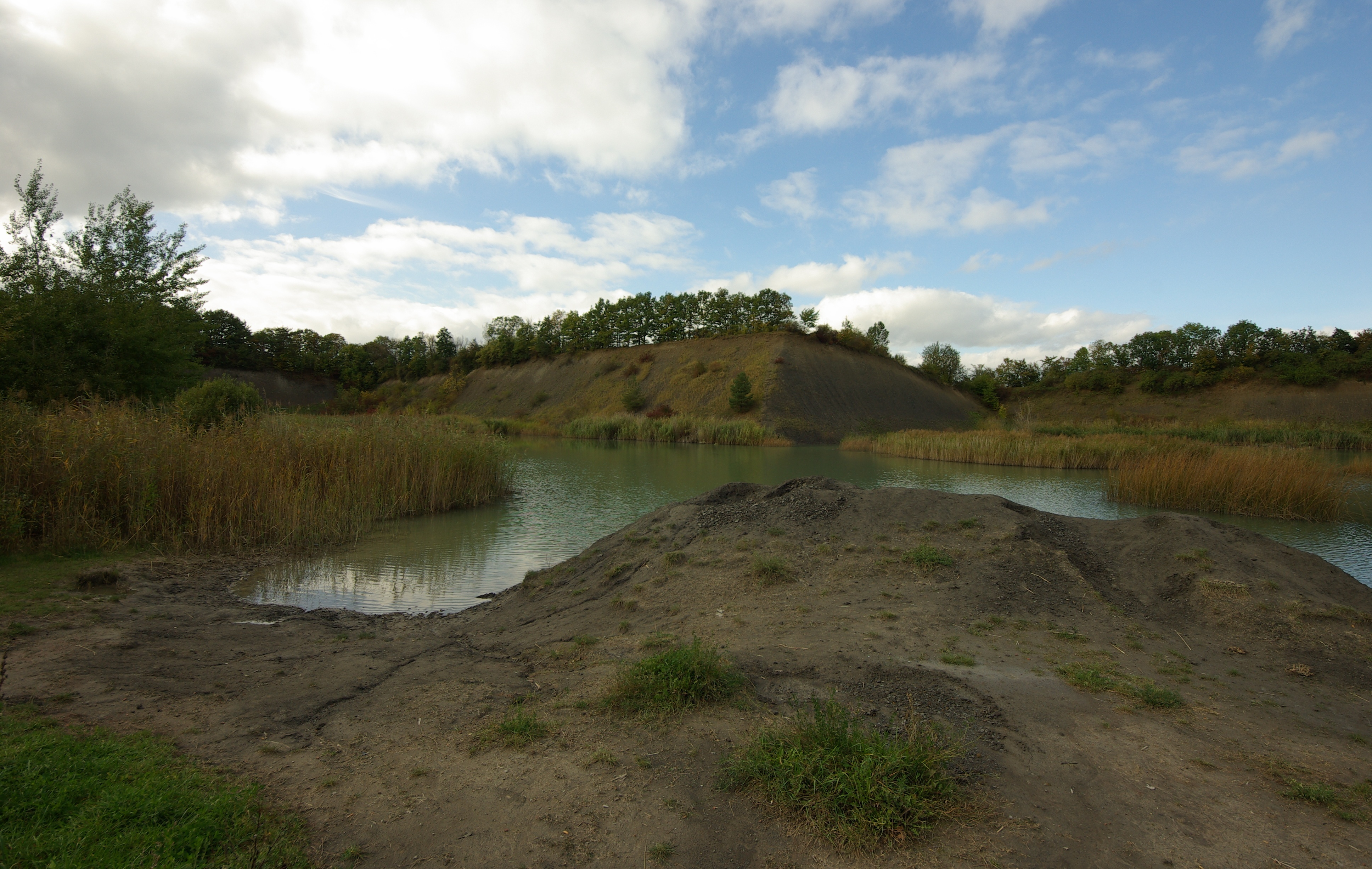
Tongrube Marloffstein